# Atherigona fuscicephala
Atherigona fuscicephala är en tvåvingeart som beskrevs av Dike 1987. Atherigona fuscicephala ingår i släktet Atherigona och familjen husflugor.
Artens utbredningsområde är Nigeria. Inga underarter finns listade i Catalogue of Life.